# Mycoplasma leonicaptivi
Mycoplasma leonicaptivi è una specie di batterio appartenente alla famiglia delle Mycoplasmataceae.